# Saturnia standfussi
Saturnia standfussi är en fjärilsart som beskrevs av Wiskott. 1895. Saturnia standfussi ingår i släktet Saturnia och familjen påfågelsspinnare. Inga underarter finns listade.